# Абэ, Норифуми
Норифуми «Норик» Абэ (яп. 阿部典史 Абэ Норифуми, 7 сентября 1975, Сэтагая — 7 октября 2007, Кавасаки) — японский мотогонщик.

## Биография
Начиная с 1994 года у Норифуми Абэ заключён контракт с фирмой Yamaha, и на её машинах он участвовал в чемпионатах мира по мотогонкам в 1994—2006 годах. Наиболее успешными для него были выступления на чемпионатах в годы, когда он на мотоцикле Yamaha YZR500 завоевал:
- 1995 — в 13 турах — 1 третье место
- 1996 — в 15 турах — 1 первое и 3 третьих места
- 1997 — в 15 турах — 1 третье место
- 1998 — в 14 турах — 1 первое и 2 вторых места
- 1999 — в 16 турах — 1 первое и 3 третьих места
- 2000 — в 16 турах — 1 первое и 2 вторых места
- 2001 — в 16 турах — 1 второе место

Участник также чемпионатов мира в классе Superbike — World Superbike в 2005—2006 годах (для фирмы Ямаха), на которых его высшим результатом были 3 четвёртых места (во втором туре в 2005 году в Брно и в обоих турах в 2006 году в Валенсии). После окончания сезона 2006 года Норифуми Абэ оставил карьеру мотогонщика и вернулся в Японию, где принимал участие в различных официальных и коммерческих мероприятиях. Кроме этого, Абэ поддерживал свою команду гонщиков-юниоров (Team Norick jun.) и работал официальным гонщиком-испытателем для Ямахи. В 2007 году он участвовал в чемпионате Японии по мотогонкам в классе Superbike (на мотоцикле Yamaha YZF-R1).
Норифуми Абэ погиб во время дорожной аварии в ночь с 6 на 7 октября 2007 года, во время столкновения его мотоцикла с грузовиком, нарушившим правила дорожного движения и выехавшим на скоростное шоссе.